# Daiphanta dissonata
Daiphanta dissonata là một loài bướm đêm trong họ Geometridae.